# سد وادي كعام
سد وادي كعام منطقة كعام أو وادي كعام تقع في ليبيا على بعد 140 كلم شرق مدينة طرابلس في مدينة زليتن.

## الموقع الجغرافي
يوجد في منطقة كعام وهي منطقة ساحلية تمتد على ساحل البحر وتتميز بجوها المعتدل والمطير شتاء وارضها الخصبة جدا وتحدها من الشرق منطقة الجمعة بمدينة زليتن ومن الغرب منطقة الساحل أو سوق الخميس ومن الشمال امتدادها على شاطي بحر بطول 8 كلم تقريبا ومن الجنوب الاحراش والبراري وهي عبارة عن سهل به كثافة عالة من اشجار النخيل والزيتون واشجار الغابات.
ويوجد بها سد وادي كعام وهو أكبر سد ترابي في العالم وهو عبارة عن بحيرة ضخمة من مياه الأمطار العدبة بين الجبال والاحراش يحجز بها حوالي 33 مليون متر من المياه وتمتد لعدة كيلو مترات وتبعد عن الطريق الساحلي 7 كيلو متر تقريبا.
ويوجد بها أيضا عين كعام وهي عين للمياه العدبة تنبع من باطن الأرض وتمد مسافة 1.5 كيلو متر من بوابة كعام إلى ان تصب في البحر وعلى ضفافها كتافة عالية من اشجار الغابات وبها اعداد كبيرة جدا من اسماك المياه العدبة وطيور البط وتعتبر المكان المتالي للنزهة ويوجد بها وادي كعام وهو من الوديان الرئيسة في ليبيا ويعتبر متنزه جميل جدا وخاصة في أيام الربيع حيت يوجد على ضفافه غابة كبيرة جدا من اشجار الصنوبر الجميلة.